# Крстасти броћ
Крстасти броћ (лат. Galium cruciata) врста је биљке која припада фамилији Rubiaceae. Једна је од многих врста која припада овом роду и овој фамилији у Србији.
Од броћа се, заједно са млечиком и ђурђевком, плету венчићи уочи Ђурђевдана.

## Опис
Као и за све остале биљке из фамилије броћева и крстасти броћ се одликује пршљенасто распоређеним листовима којих у пршљену има најчешће 4. Биљка је вишегодишња, што значи да се на истом месту месту може пронаћи пар година за редом. Биљка је висока од 20 до 45 сантиметара. Мањи примерци биљке могу да имају и по 7 сантиметара а биљка може да има примерке дугачке и до 70 сантиметара. Стабљика на једној биљци може бити више. Стабљике су зељасте и једногодишње те у њима нема склеренхима, него више коленхиматичног ткива угластог типа. Стабљике су лабаве, четвороугаоне на пресеку и са штрчећим нежлезданим длакама. Листови су јајасто елиптични, по четири у пршљену са три јасно изражена главна нерва. Листови су по ободу и по нервима чекињасто длакави, а боје су жућкасто зеленкасте а облика пљоснатог и ушиљеног.
Цветови се налазе у пазушним цимозним цвастима. Цветне дршке после цветања бивају савијене ка доле а сваки има штрчеће длаке и ланцетасте брактеје (или приперке, прве листове до цвета и плода). Круница жута, око 2 милиметра у пречнику, сваки режањ кринице шиљат. Плодови обрнуто круштасти разчичитих боја. Биљка цвета и плодоноси од априла до јуна. Биљка има 4 различите подврсте. Круницу цвета чине четири латице које су доњим делом срасле у кратку круничну цев. Андрецеум је грађен од 4 прашника. Плодник је подцветан, синкарпан из две карпеле (два плодна листа).

## Распрострањеност и станиште
У Србији веома распростањења у свим деловима. Распрострањења је и у јужној и средњој Европи као флорни елемент. Биљка настањује шуме (најчешће шумске ободе), ливаде и жбуње. Биљка се често може пронаћи и на рудералним стаништима.

## Лековитост
За биљку не постоји званична лековита употреба. Биљка садржи гликозиде, танине и сапонине, иридоиде, кумарине и друга једињења.